# Zaschendorf (Meißen)
Zaschendorf ist ein Stadtteil von Meißen im Landkreis Meißen, Sachsen.

## Geographie
Zaschendorf liegt in der gleichnamigen Gemarkung im Osten des Meißner Stadtgebiets. Es ist umgeben von den anderen zu Meißen gehörenden Stadtteilen beziehungsweise Gemarkungen Nassau im Norden, Cölln im Westen sowie Oberspaar und Niederspaar im Südwesten. Im Nordosten grenzt Niederau, im Osten Weinböhla und Neusörnewitz an. Südöstlich benachbart ist der Coswiger Ortsteil Sörnewitz. Der Stadtteil Zaschendorf liegt nördlich des Spaargebirges und südlich der Nassau.
Durch Zaschendorf verläuft die Heinrich-Heine-Straße, die den rechtselbischen Teil Meißens mit Weinböhla verbindet. Auf ihr verkehren die Buslinien B und 411 der Verkehrsgesellschaft Meißen. Der Ortskern liegt entlang der Straßen Altzaschendorf und Neuzaschendorf. Nördlich davon erstreckt sich das Gewerbegebiet Meißen-Ost, das im Norden von der Bahnstrecke Borsdorf–Coswig begrenzt wird, die in Zaschendorf allerdings keinen Haltepunkt hat. Durch den Ort verlaufen die Sächsische Weinstraße und der Sächsische Weinwanderweg. Außerdem hat das Finanzamt des Landkreises Meißen in Zaschendorf seinen Sitz.

## Geschichte

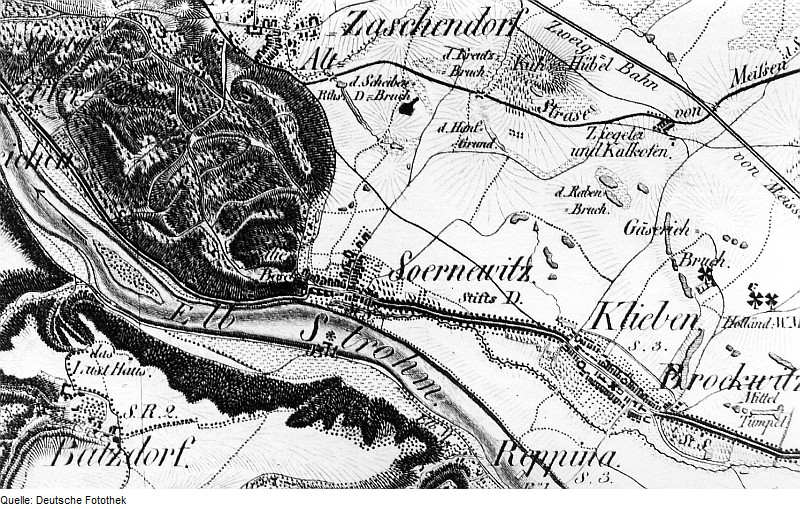
Zaschendorf, seine Nachbarorte und alte Flurnamen der nahen Umgebung auf einer Karte aus dem 19. Jahrhundert

Erstmals erwähnt wurde der Ortsname 1350 als „Zcaslawendorf“. Er leitet sich vom altsorbischen Lokatornamen Časłav ab und bedeutet demnach „Siedlung eines Časłav“. In den folgenden Jahrhunderten waren zahlreiche verschiedene Schreibweisen gebräuchlich, darunter „Zcschazselndorf“, „Czasschendorf“ und „Sczasselndorff“. Zur Unterscheidung von „Zaschendorf b. Dresden“ trug das Dorf 1875 die Bezeichnung „Zaschendorf b. Meißen“.
Um das Gassendorf, dessen Bewohner neben der Landwirtschaft dem Weinbau und der Tongräberei nachgingen, erstreckte sich 1900 eine etwa 214 Hektar umfassende Block- und Streifenflur. Schon früh befand sich hier ein Rittersitz. Dies ist aus der Erwähnung von „Ulrich von Polenzk gesessin zcu Czaschlansdorf“ im Jahr 1367 zu schließen. Zwei Jahrzehnte später ist ein Vorwerk bezeugt, 1443 erneut ein Rittersitz und schließlich 1556 wieder ein Vorwerk. Eingepfarrt war Zaschendorf bis Mitte des 16. Jahrhunderts nach Zscheila, seither gehört es zur Cöllner Kirchgemeinde. Die Einwohner Zaschendorfs betrieben seit alters her Weinbau an der Karlshöhe und der Römischen Bosel.
Im Jahr 1447 gehörte Zaschendorf je etwa zur Hälfte der Meißner Frauenkirche und Matthes Karaß zu Coswig. Dessen Nachfahren verkauften 1556 ihre Besitzungen im Coswiger Raum an Kurfürst August, der daraufhin sein Moritzburger Jagdgebiet ausdehnte. Dafür ließ er unter anderem das im Friedewald nahe dem heutigen Auer gelegene Dorf Kreyern räumen, die meisten Häuser abreißen und dessen Bewohner auf Zaschendorfer Flur ansiedeln. So entstand unmittelbar südlich des eigentlichen Dorfs der Ort Neuzaschendorf, ein Gassendorf mit gewannähnlicher Block- und Streifenflur. Im Jahre 1748 bewirtschafteten hier 19 besessene Mann 7¾ Hufen.
Die Verwaltung Zaschendorfs oblag zunächst dem Amt Hayn, später anteilig dem Erbamt Meißen und dem Amt Moritzburg. Im Jahr 1856 gehörte das Dorf zum Gerichtsamt Meißen und kam danach zur Amtshauptmannschaft Meißen, aus der der gleichnamige Landkreis hervorging. Auf Grundlage der Landgemeindeordnung von 1838 erlangte Zaschendorf seine Selbstständigkeit als Landgemeinde mit den beiden Ortsteilen Alt- und Neuzaschendorf. Zum 1. Januar 1912 erfolgte die Eingemeindung Zaschendorfs nach Meißen.
Für die Sächsische Armee begann 1912 der Bau einer Kaserne in Zaschendorf, ab 1922 war darin eine Polizeischule untergebracht. Nach 1945 diente die der Sowjetarmee als Domizil. Nach 1990 wurde die mittlerweile verlassene Militärbrache zum Bestandteil des 92 Hektar großen Gewerbegebietes Meißen-Ost. Es ist unter anderem der Standort der Duravit Sanitärporzellan Meißen GmbH, der Privatbrauerei Schwerter Meißen und mehrerer Autohäuser. Außerdem hat hier das Finanzamt des Landkreises Meißen seinen Sitz. Des Weiteren steht in unmittelbarer Nachbarschaft das Gebäude der ehemaligen Meißner Schuhfabrik.
An der Grenze von Zaschendorf zu Cölln liegt der Neue Johannisfriedhof mit einem Gräberfeld für sowjetische Kriegsopfer.

## Einwohnerentwicklung
| Jahr | Einwohner                              |
| ---- | -------------------------------------- |
| 1547 | 10 besessene Mann, 16 Inwohner         |
| 1748 | 3 besessene Mann, 4 Gärtner, 2 Häusler |
| 1834 | 177                                    |
| 1871 | 223                                    |
| 1890 | 343                                    |
| 1910 | 782                                    |
| 1925 | siehe Meißen                           |